# Thomas Hutzschenreuter
Thomas Hutzschenreuter (* 12. Februar 1971 in Borna) ist ein deutscher Wirtschaftswissenschaftler. Er ist Inhaber des Lehrstuhls für Strategic and International Management an der Technischen Universität München (TUM).

## Biographie
Nach seinem Studium der Betriebswirtschaftslehre an der Universität Gießen von 1991 bis 1995 wurde Hutzschenreuter 1997 an der Handelshochschule Leipzig (HHL) promoviert, wo er 2001 auch habilitiert wurde. Er war Visiting Scholar an der University of Illinois at Urbana-Champaign.
Seine erste Professur trat Hutzschenreuter als Assistant Professor für Internationales Management an der Boston University an. Später hatte er regelmäßig Gastprofessuren im Ausland inne, u. a. an der Duke University, Fuqua School of Business, sowie der Florida International University.
Von 2002 bis 2015 war er Inhaber des Lehrstuhls für Unternehmensentwicklung und Corporate Governance an der WHU – Otto Beisheim School of Management. An der WHU leitete Hutzschenreuter 2007/2008 das Projekt „WHU 2020“, das die Grundlage der WHU Wachstumsstrategie bildete, sowie das Projekt „WHU Governance“ in 2008/2009, das in eine neue Grundordnung mündete. Von 2011 bis 2014 war Hutzschenreuter der erste Director Research der WHU. Während der Zeit an der WHU war Hutzschenreuter auch Gastprofessor an der Bucerius Law School.
Hutzschenreuter ist seit 2016 Inhaber des Lehrstuhls für Strategic and International Management an der Technischen Universität München (TUM). Hutzschenreuter war an zahlreichen internationalen Universitäten und Institutionen zu Gastvorträgen eingeladen.

## Forschungsgebiete
Hutzschenreuters Forschungsschwerpunkte liegen in den Bereichen Strategisches und Internationales Management, (internationale) Wachstumsstrategien und Portfolioveränderungen, Strategische Innovationen, Offshoring und Business Process Outsourcing sowie Strategieprozessforschung und Corporate Governance. Hutzschenreuter hat in führenden internationalen Zeitschriften publiziert, unter anderem im Strategic Management Journal, Journal of International Business Studies, Journal of Management Studies, Journal of Management und Strategic Organization.

## Tätigkeit in Wissenschaftsorganisationen
Hutzschenreuter ist Senior Editor von Management and Organization Review und Department Editor von Business Research. Er ist Board Member einer Reihe von führenden internationalen Zeitschriften (u. a. Journal of International Business Studies) und Mitglied in diversen nationalen und internationalen wissenschaftlichen Verbänden (u. a. Academy of Management, Strategic Management Society, Academy of International Business, Schmalenbach Gesellschaft).
Hutzschenreuter ist für Deutschland exklusives Mitglied des Offshoring Research Network (ORN).
Hutzschenreuter hat in 2005–2007 die „Annual Conference on Corporate Strategy“ mit führenden in- und ausländischen Vertretern des Strategiefachs aus Wissenschaft und Wirtschaft als Conference Chair veranstaltet.
Hutzschenreuter ist Gründungsvorsitzender der Wissenschaftlichen Kommission „Strategisches Management“ im Verband der Hochschullehrer für Betriebswirtschaft e.V.

## Preise und Auszeichnungen
Hutzschenreuters Forschung wurde mehrfach mit internationalen und nationalen Preisen, wie dem „Haynes Prize for the Most Promising Scholar in International Business“ der Academy of International Business, dem „Best Annual Paper Award“ des Journal of Management Studies und dem „Best Annual Paper Award“ des Verbandes der Hochschullehrer für Betriebswirtschaft, ausgezeichnet. Er wurde mit dem „TUM Executive Education Award for Teaching Excellence“ der Technischen Universität München und dem „Best Teacher Award“ der Bucerius Law School und der WHU geehrt. Die Zeitschrift „Management and Organization Review“ zeichnete ihn als „Best Senior Editor 2016“ aus.

## Publikationen (Auswahl)
- T. Hutzschenreuter: Allgemeine Betriebswirtschaftslehre – Grundlagen mit zahlreichen Praxisbeispielen. 7., überarbeitete Auflage. Springer Gabler, Wiesbaden 2022.
- M. Glaum, T. Hutzschenreuter: Mergers & Acquisitions – Management des externen Unternehmenswachstums. Kohlhammer, Stuttgart 2010.
- T. Hutzschenreuter, S. Dresel, W. Ressler: Offshoring von Zentralbereichen – von deutschen und amerikanischen Unternehmen lernen. Springer, Heidelberg 2007.
- T. Hutzschenreuter: Wachstumsstrategien – Einsatz von Managementkapazitäten zur Wertsteigerung. 2. Auflage. DUV, Wiesbaden 2006.
- T. Hutzschenreuter: Unternehmensverfassung und Führungssystem – Gestaltung unternehmensinterner Institutionen. DUV, Wiesbaden 1998.

## Scope Change Database
Hutzschenreuter hat seit 2004 unter Mitarbeit seiner Schüler die Scope Change Database (SCD) aufgebaut. Hierin sind bis zum Jahr 2017 insgesamt 147 börsennotierte deutsche Unternehmen mit Daten seit 1984 erfasst. Für die enthaltenen Unternehmen sind vollständige Informationen zur Art und dem Umfang der Geschäftstätigkeit im Hinblick auf Produkt- und Servicebereiche sowie den Regionen, in denen die Unternehmen tätig sind, vorhanden. Für den Zeitraum, in dem die Unternehmen in der Datenbank erfasst sind, liegen ebenfalls vollständige Informationen über alle Veränderungen der Geschäftstätigkeit vor. Die Datenbank enthält somit 55.000 Investitionen und Desinvestitionen der betreffenden Unternehmen mit Daten zu Anteilsbesitz, Mitwirkung von Partnern etc.